# 콘래드 불연속면
콘래드 불연속면(Conrad discontinuity)은 대륙 지각 내에서 지진파 속도가 불연속적으로 증가하는 준수평적인 경계면을 가리킨다. 이 경계는 다양한 대륙 지역에서 15~20 km 깊이에서 관찰되지만, 해양 지각 지역에서는 발견되지 않는다.
콘래드 불연속면(지진학자 빅토르 콘래드의 이름을 따서 명명됨)은 상부 대륙(시알, 규소-알루미늄용) 지각과 하부(규소-마그네슘용 시마) 지각 사이의 경계로 간주된다. 이는 모호로비치치 불연속면만큼 뚜렷하지 않으며 일부 대륙 지역에서는 존재하지 않는다. 20세기 중반까지 대륙 지역의 상부 지각은 화강암과 같은 규장질암(시알)으로 구성되고, 하부 지각은 현무암과 같은 더 많은 마그네슘이 풍부한 고철질암(시마)으로 구성된 것으로 여겨졌다. 따라서 당시의 지진학자는 콘래드 불연속면이 화학적으로 구별되는 두 층인 시알과 시마 사이의 날카롭게 정의된 접촉부에 해당해야 한다고 생각했다. 시알과 시마가 두 개의 고체 층임에도 불구하고, 더 가벼운 시알은 밀도가 더 높은 시마 층 위에 "떠 있는" 것으로 생각된다. 이것이 알프레트 베게너의 대륙 이동설의 기초를 형성한다. 대륙판의 이동 중 접촉 영역은 콘래드 불연속면에 있다.
그러나 1960년대 이후 이 이론은 지질학자 사이에서 강하게 이의가 제기되었다. 콘래드 불연속면의 정확한 지질학적 의미는 아직 명확하게 밝혀지지 않았다. 각섬암 암상대에서 백립암 암상 변성 작용으로의 전이를 나타낸다는 주장이 제기되었는데, 이는 프레데포르트 충돌 구조의 융기된 중심부와 주변의 카프발 크라톤 관찰에서 일부 지지를 받았다.